# Lenthionin
Lenthionin ist eine organische Verbindung, die in einem Siebenring sowohl eine Disulfid-Einheit als auch eine Trisulfid-Einheit enthält.

## Vorkommen und Bildung

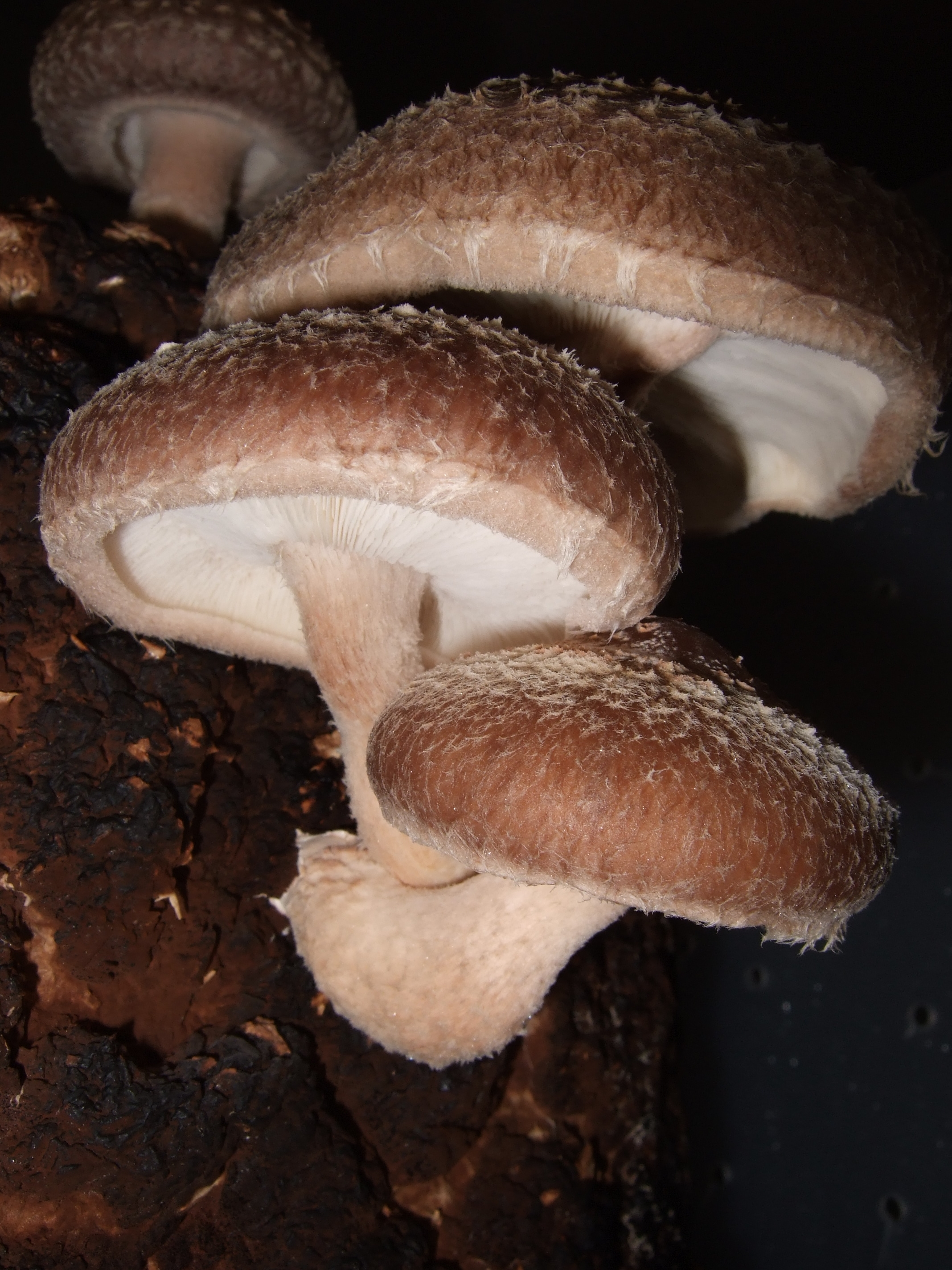
Shiitake-Pilze

Lenthionin ist die Hauptkomponente im Aroma von Shiitake-Pilzen, in denen es aus Lentininsäure gebildet wird. Es wurde auch in gekochtem Hammelfleisch nachgewiesen.

## Herstellung
Lenthionin kann aus Natriumpolysulfid und Dichlormethan hergestellt werden. Ebenfalls möglich ist die Synthese aus Dimethyldisulfid über Bischlormethyldisulfid als Zwischenprodukt.

## Eigenschaften
Lenthionin kristallisiert im monoklinen Kristallsystem in der Raumgruppe P21/a-C52h  mit den Gitterparametern a = 12,26 Å; b = 7,72 Å, c = 7,77 Å und β = 111,2° sowie vier Formeleinheiten pro Elementarzelle.

## Verwendung
Lenthionin wird als Aromastoff verwendet.